# Sara Daniel
Pour les articles homonymes, voir Daniel et Bensaïd.
Sara Daniel ou Sara Daniel Bensaïd, née le 23 août 1966 à Neuilly-sur-Seine, est une journaliste française, grand reporter et spécialiste du Moyen-Orient.

## Biographie
Sara Daniel est la fille du journaliste Jean Daniel et de la photographe Michèle Bancilhon.
Elle commence sa carrière aux États-Unis. Après le 11 septembre 2001, elle devient grand reporter, couvre l’Afghanistan, puis l’Irak où elle est la correspondante du Nouvel Observateur à Bagdad.
En Irak, elle interroge Omar Hadid, un des auteurs des premières décapitations d'otages et le frère d’armes d'Abou Moussab al-Zarqaoui. 
En 2006, elle obtient le prix Louis Hachette (ou prix Lagardère) pour son article Gi's dans l'enfer irakien.
Au Pakistan, fin 2008, elle rencontre l'un des talibans responsable du guet-apens contre les soldats français en Afghanistan, à Uzbin.
En 2008, elle crée une maison d'édition de livres de géopolitique, les éditions Delavilla.
En 2014, elle devient chef du service étranger du Nouvel Observateur.

## Ouvrages
- La putain du califat, Benoît Kanabus, Sara Daniel, Éditions Grasset, 2021,  (ISBN 978-2246816027)[3],[4]
- Guerres intimes, de l'Afghanistan à la Syrie, éditions Flammarion, mars 2012
- Iran : La révolte verte - avec Ahmad Salamatian, éditions Delavilla, octobre 2010[5]
- Voyage au pays d’al Qaïda, Le Seuil, octobre 2006, traduit de l'édition originale en anglais Voyage to a stricken Land, Arcade Publishing, 2006[6]
- Guerres d'Aujourd'hui - Pourquoi ces conflits ? Peut-on les résoudre ?, éditions Delavilla, novembre 2008